# Фильтр для воды

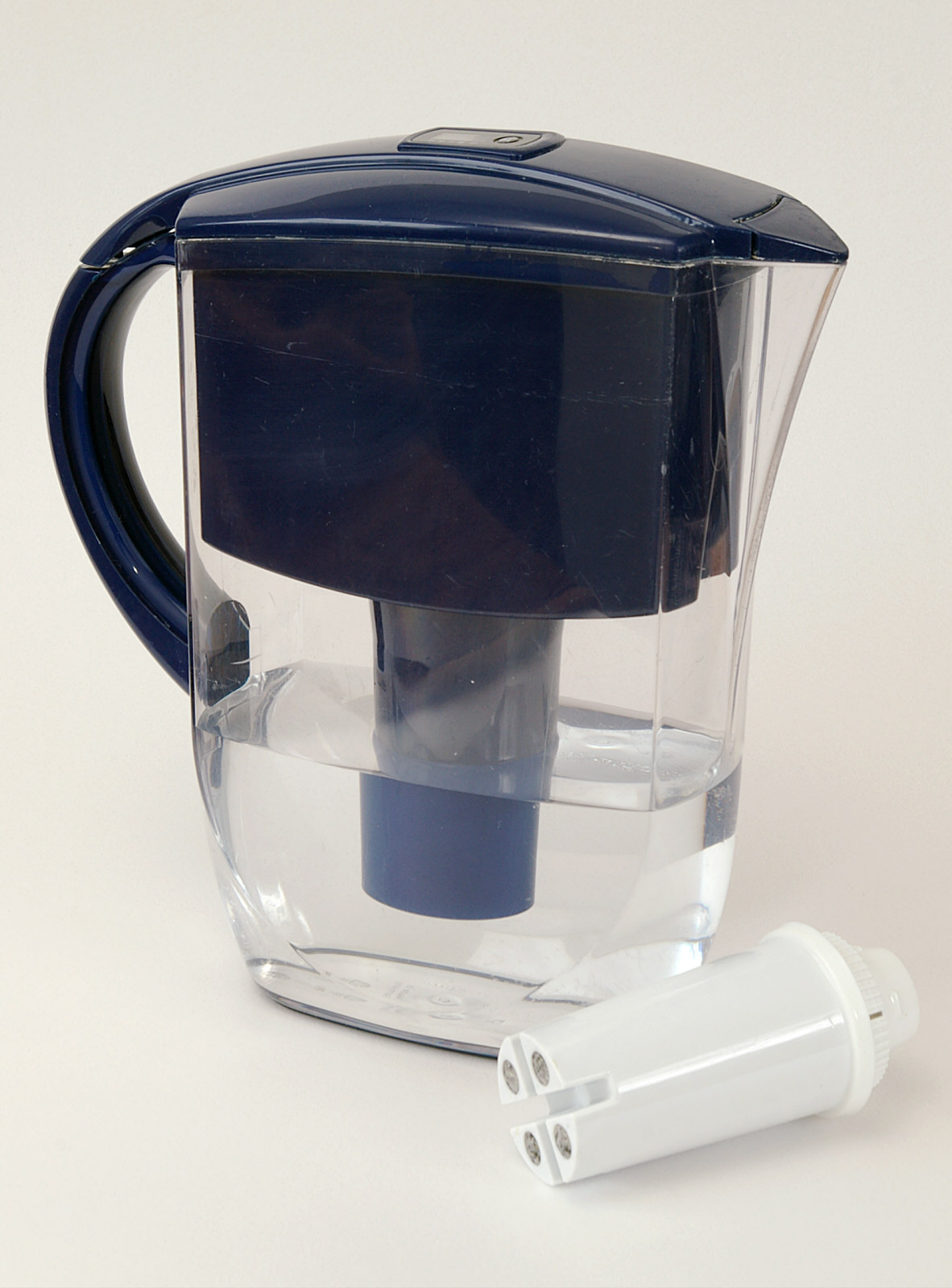
Фильтр-кувшин со сменным картриджем (как правило, катридж нужно менять раз в месяц) для бытового применения.

Фильтр для воды — устройство или технологическая установка для очистки воды от механических, нерастворимых частиц, примесей, солей жёсткости, хлора и его производных, а также от вирусов, бактерий, тяжёлых металлов и т. д.
Бытовые фильтры, используемые для получения питьевой воды, условно можно разделить на три категории — простейшие бытовые фильтры, средней степени очистки и бытовые фильтры высшей степени очистки. К лучшей (высшей) степени очистки относится очистка обратноосмотическими бытовыми фильтрами — наиболее качественная и передовая технология на сегодняшний день, однако требующая реминерализации очищенной воды, применения насоса и подключения к канализации. К простейшим относятся распространëнные и недорогие фильтры-кувшины (см. фото) и насадки.

## Типы фильтров для воды по способу очистки

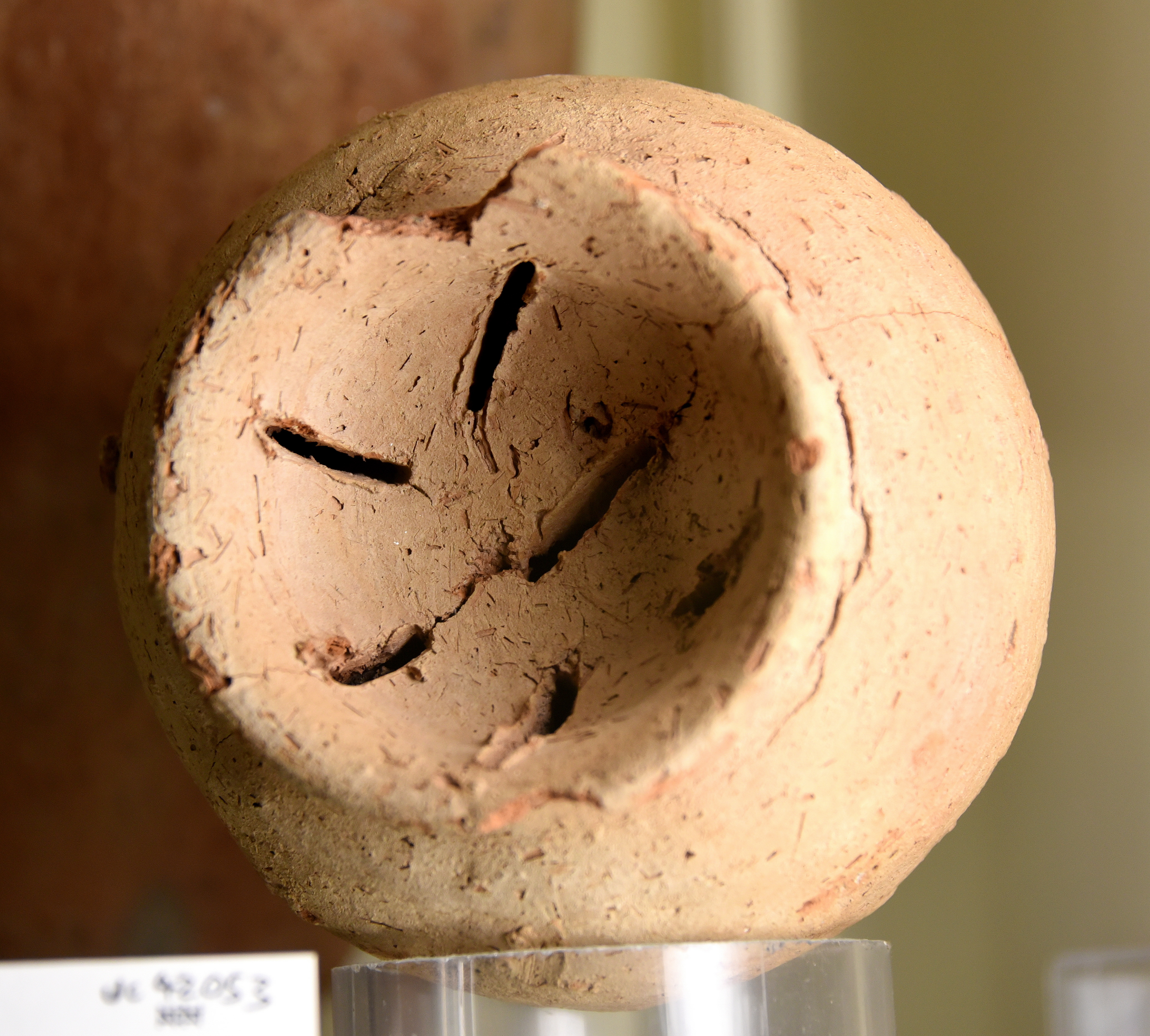
Глиняный сосуд с «фильтром». Древний Египет, I династия. Музей Питри, Лондон

### Механические
Процесс очистки воды имеет несколько стадий. Сначала удаляются механические загрязнения, то есть вещества, находящиеся в воде в виде взвеси, а не раствора. Самые крупные загрязнения (мусор, ветки, листья и т.п.) удаляются с помощью грабельных решёток. Для удаления из воды крупных частиц (свыше 5—50 микрометров) используют сетчатые или дисковые фильтры грубой очистки, или предфильтры, подсоединяемые к водопроводу. Для очистки от грубых примесей в многоступенчатых фильтрах применяются намоточные картриджи из полипропилена или из полимерной пены. Эти фильтры предназначены для защиты сантехники и бытовой техники. Также возможно применение отстойников и песколовок для очистки от грубодисперсных примесей, или осветлителей, работающих одновременно как отстойники, и как устройства для очистки от коллоидных примесей методами известкования и коагуляции (осветлители ВТИ) или только коагуляции. В процессе коагуляции происходит образование крупных и рыхлых хлопьев (флокул) из слипающихся между собой коллоидных частиц, оседающих затем на коническое дно аппарата. После осветлителя включены засыпные механические фильтры, в которых в качестве фильтрующего материала применяется измельчённый антрацит, такие фильтры периодически промываются обратным током воды, отключение на взрыхление происходит по возрастанию перепада давления. Отмывочная вода из фильтра сбрасывается в осветлитель. Выбор антрацита в качестве фильтрующего материала обусловлен такими его свойствами, как высокая механическая прочность (в противном случае был бы значительный вынос фильтрующего материала с фильтратом и при взрыхлении и промывке), дешевизна, абсолютная химическая инертность (обычный кварцевый песок, учитывая щелочную реакцию воды после известкования, загрязнял бы воду анионами кремниевой кислоты, что влекло бы за собой нарушения в работе оборудования - силикаты хорошо растворяются в водяном паре, и оседают в проточной части паровой турбины, что приводит к застекловыванию лопаток и необходимости дорогого, длительного и трудоёмкого ремонта). 

### Ионообменные
Ионный обмен как метод обработки воды известен довольно давно и применяется до сих пор в основном для умягчения и для обессоливания (для применения в энергетике, используется H-форма катионитов и OH-форма анионитов) воды. Раньше для реализации этого метода использовались природные иониты (сульфоугли, цеолиты). Однако с появлением синтетических ионообменных смол эффективность использования ионного обмена для целей водоочистки резко возросла.
С точки зрения удаления из воды железа важен тот факт, что катиониты способны удалять из воды не только ионы кальция и магния, но и другие двухвалентные металлы, а значит и растворенное двухвалентное железо. Причем теоретически, концентрации железа, с которыми могут справиться ионообменные смолы, очень велики. Достоинством ионного обмена является также и то, что он «не боится» верного спутника железа — марганца, сильно осложняющего работу систем, основанных на использовании методов окисления. Главное же преимущество ионного обмена то, что из воды могут быть удалены железо и марганец, находящиеся в растворенном состоянии. То есть совсем отпадает необходимость в такой капризной и «грязной» (из-за необходимости вымывать ржавчину) стадии, как окисление.
Катиониты поставляются в формах Na- и H-. Первые применяются для удаления солей жёсткости, вторые - для обессоливания воды, подаваемой в контур (установка химцеха электростанции) или циркулирующей в цикле ТЭС и АЭС (блочная обессоливающая установка, работающая в составе энергоблока, или установка спецводоочистки на АЭС). После обработки воды H-катионитным фильтром pH снижается, из-за чего карбонат- и гидрокарбонат-ионы разлагаются с выделением углекислого газа, этот газ удаляется в декарбонизаторе. Катиониты имеют селективность, наиболее хорошо они связывают ионы кальция и магния, ответственные за жёсткость, потому при распределении по высоте засыпанного материала верхние слои будут поглощать именно магний и кальций. Меньшая селективность по отношению к натрию, потому его поглощают нижние слои материала. По проскоку ионов натрия фильтр выводится на регенерацию.
Аниониты поставляются в формах OH- и Cl-, наибольшее применение имеют OH-формы сильноосновных анионитов. OH-анионитные фильтры ставятся после H-катионитных, и они замещают анионы кислот гидроксил-анионом. Наибольшая селективность анионитов - к сульфат-аниону, ответственному за жёсткость, наименьшая - к силикат-анионам, силикаты достаточно трудно удалять с помощью ионного обмена.
Регенерация катионитов в Na-форме производится раствором поваренной соли заданной концентрации, а в H-форме - сильной кислотой, чаще всего используют слабый раствор серной кислоты, как наиболее дешёвой и распространённой.
Регенерация анионитов в OH-форме производится щелочью, чаще всего это 4% раствор едкого натра, выбор именно его также объясняется экономическими соображениями, так как он дешевле других щелочей.
Стоки отработанных регенерационных растворов накапливаются в баке-нейтрализаторе, и как правило реакция стоков кислая, поскольку кислоты требуется брать с бо́льшим избытком относительно стехиометрического соотношения. Нейтрализация остатков кислоты в баке-нейтрализаторе стоков производится дозированием в него известкового молока.

### Обратного осмоса

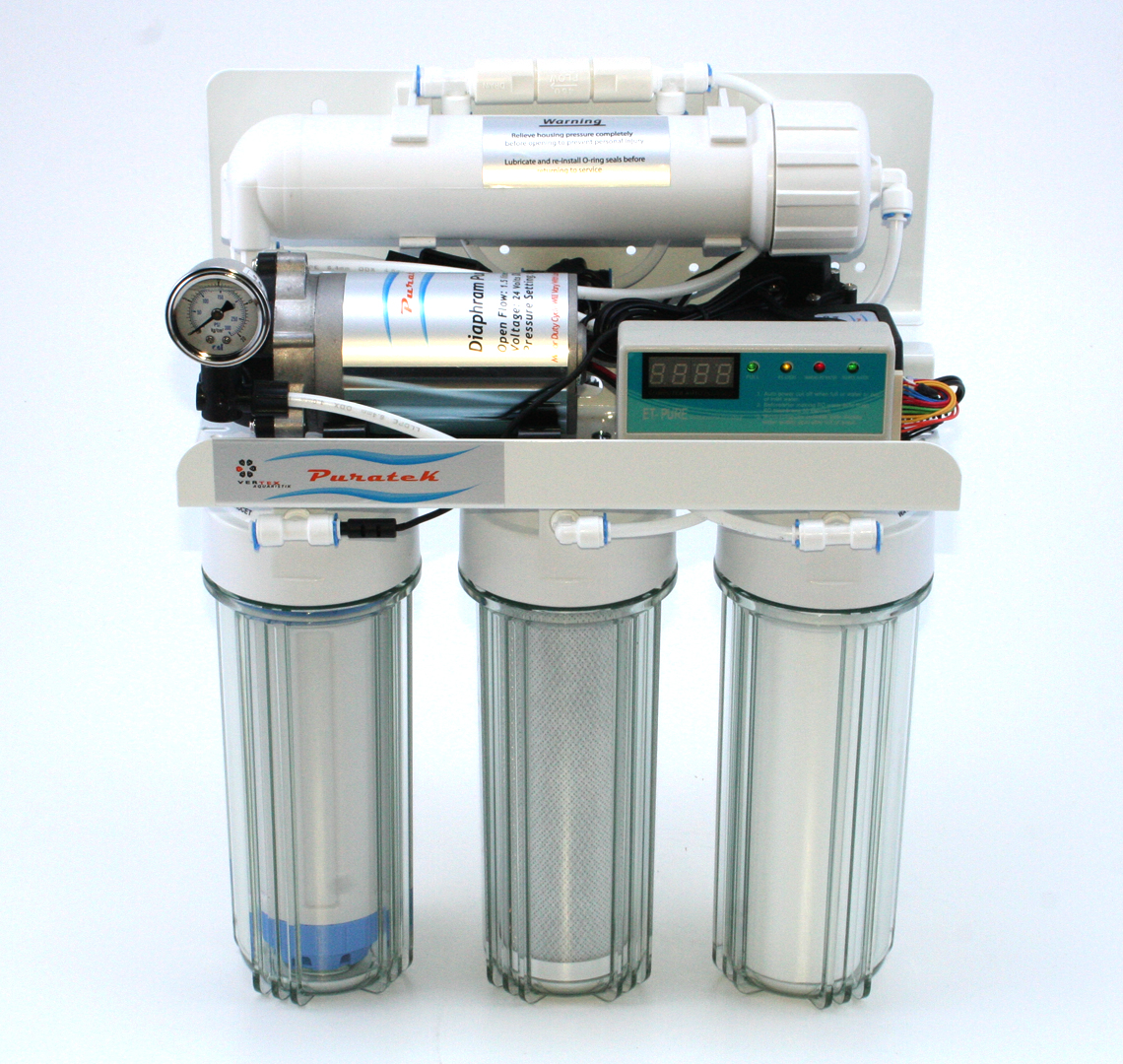
Обратный осмос

Метод обратного осмоса является самым экологически оправданным методом очистки воды.
Системы обратного осмоса обеспечивают лучшую фильтрацию воды. Удаляются бактерии и вирусы, все вредные вещества (нитриты, мышьяк, цианиды, асбест, фтор, свинец, сульфаты, железо, хлор и т. п.), которые могут быть в водопроводной воде. Поэтому это самая эффективная очистка воды, которая не имеет аналогов.
Поток воды продавливается через обратноосмотическую мембрану. Происходит полное удаление солей и загрязнений из жидкости. После очистки воды путем обратного осмоса её обычно подвергают минерализации, для придания ей лучших органолептических свойств.
Существуют системы обратного осмоса  различных степеней очистки (к примеру, трёхступенчатые или пятиступенчатые фильтры).

### Биологические
При биологической фильтрации воды происходит очистка воды микроорганизмами, принимающими активное участие в обменных процессах. Если механическая фильтрация справляется только с нерастворимой органикой (кусочки корма, остатки растений и т. п.), то бактерии очищают воду от органических веществ, растворившихся в ней, путём разложения их на нитраты. Биологическая очистка применяется в основном в аквариумных фильтрах и в установках очистки сточных вод.

### Физико-химические
Из физико-химических методов распространён метод сорбция — процесс избирательного поглощения примесей из жидкостей или газов поверхностями твердых материалов (адсорбентов). Особенностью адсорбционных методов улавливания примесей является их относительно высокая эффективность при малых концентрациях примесей при значительных расходах перерабатываемых потоков. В качестве адсорбентов используются мелкодисперсные материалы: зола, торф, опилки, шлаки и глина. Наиболее эффективным сорбентом является активированный уголь.
Сорбцию применяют для очистки воды от растворимых примесей.
Процессы сорбции могут протекать:
- на поверхности (адсорбция)
- в объёме (абсорбция)

Другой распространенный метод — аэрация. Различают напорную и безнапорную аэрацию. При безнапорной аэрации, вода распыляется в большой резервуар из форсунок в виде воздушно-водяной смеси. Кислород атмосферного воздуха окисляет растворенное железо, марганец, органические вещества, после чего окисленные не растворенные примеси выпадают в осадок. Преимуществом данного метода является удаление практически любого содержания железа. Напорная аэрация осуществляется с использованием специальных аэрационных колон, в поток воды внутри которой с помощью насосного оборудования закачивается атмосферный воздух, а извлечение окисленных осадков осуществляется на последующем этапе методом механического осаждения.

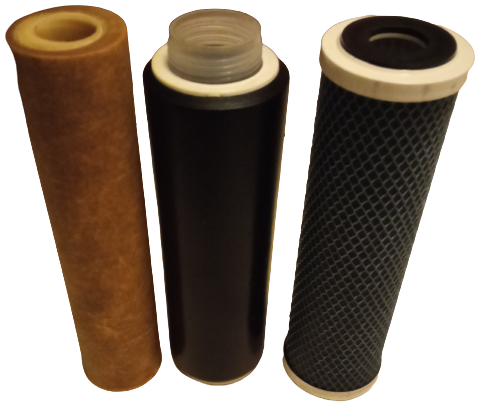
Классический трёхступенчатый фильтр «Гейзер». Картрижди: слева — полипропилен для механической очистки, в центре — ионообменник, справа — с активированным углём. На фото фильтр после года использования: 1-й картридж покрылся ржавчиной, 2-й — почернел. Разумеется, раз в году картриджи подлежат замене

### Электрические

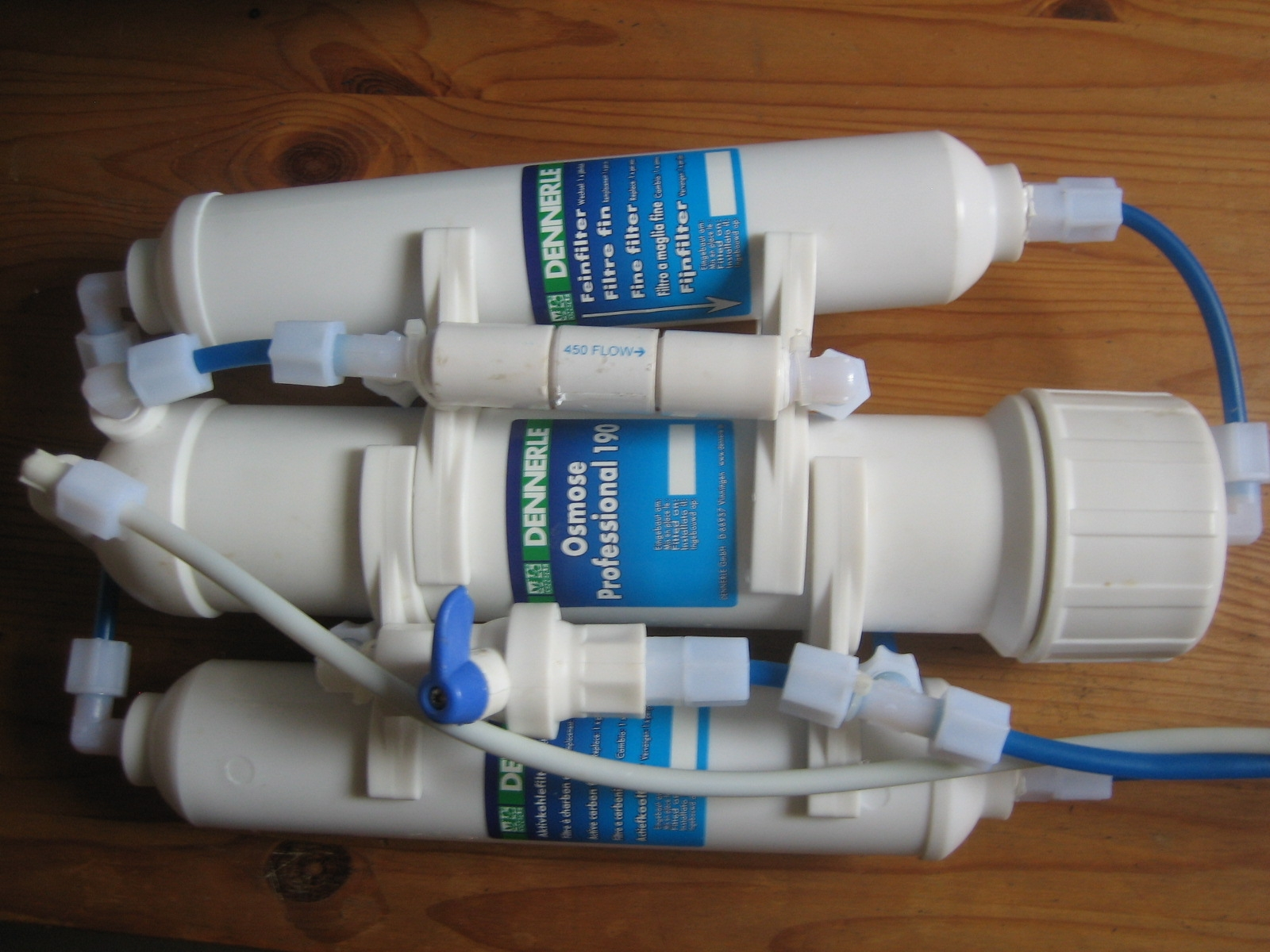
Фильтр для чистки воды аквариума.

К электрическим методам можно отнести очистку воды озоном. Системы очистки воды озоном позволяют эффективно очищать воду от всех возможных окисляемых растворенных в ней загрязнений, наиболее распространенными из которых являются: железо, марганец, сероводород, хлор, хлорорганические соединения, азот аммонийный, нефтепродукты, соли тяжелых металлов, и др. Кроме того, системы очистки воды озоном снижают до минимума такие показатели, как: мутность, цветность, привкус, запах, показатели БПК, ХПК, перманганатная окисляемость.
Одновременно происходит полное обеззараживание воды, включая бактерии, микробы, споры, вирусы и т. д.
Достоинства систем очистки воды озоном: озон имеет гораздо более высокую окислительную и стерилизующую способности, чем лампа УФ, марганцовка, хлор, кислород, гипохлорит, хлорамин и т. п. Отсутствуют отработанные реагенты в стоках.
Недостатки: высокая энергоёмкость процесса — при производстве около одного килограмма озона расходуется 18 кВт·ч электроэнергии.

## По области применения
- Бытовые
  - для доочистки питьевой воды
  - магистральные для холодной и горячей воды
- для частного дома
- промышленные
- туристические — как альтернатива отвариванию воды, малогабаритные, рассчитанные на очистку малого количества воды
- аквариумный фильтр
- фильтр прудовый — устройство, предназначенное для очистки воды в искусственных водоёмах (прудах, ручьях, водопадах, садовых аквариумах). Прудовые фильтры обеспечивают механическую, биологическую и химическую фильтрацию воды.